# Göteborgs stadsvassar
Göteborgs stadsvassar eller stadsvassarna var stora vassbälten utefter Göta älvs stränder i Göteborg fram till 1800-talets slut.

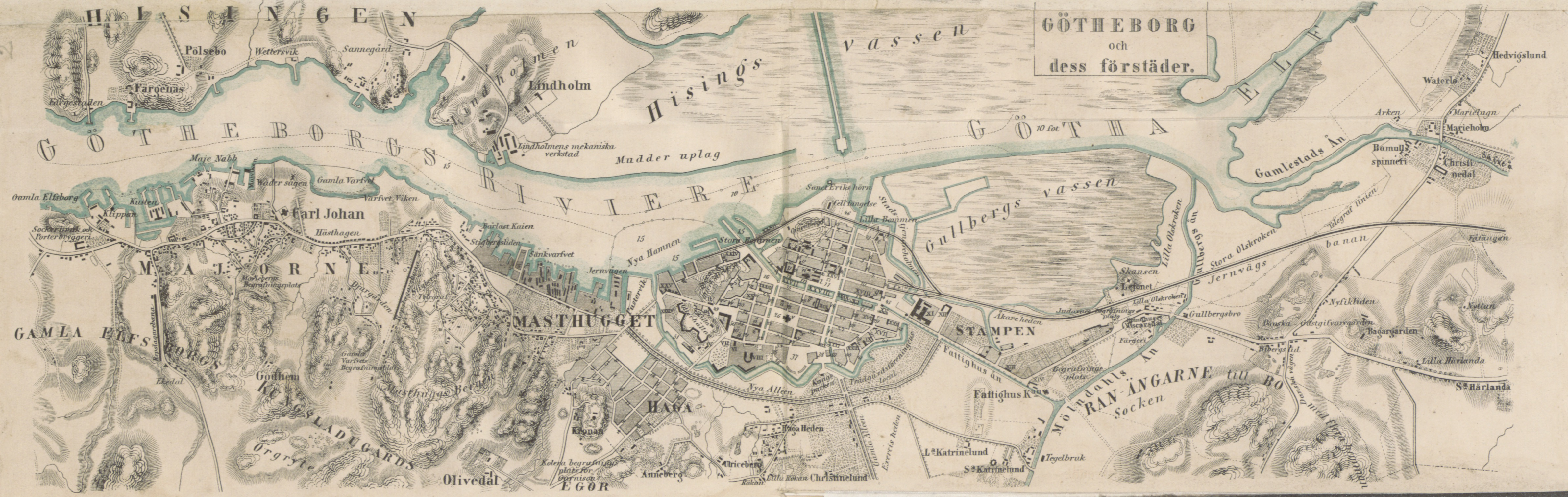
Stadskarta över Göteborg från 1885 där man ser de stora stadsvassarna.

Stadsvassarna syftade framförallt på tre långsträckta vikar som utgjorde kompakta vasshav, nämligen Lundbyvassen, Tingstadsvassen och Gullbergsvassen. De två första låg på Hisingssidan och den sista på Göteborgssidan. Vassarna på Hisingssidan var i princip sammanhängande och kallades därför ibland bara för Hisingsvassen. De började vid Tingstads udde i öster, där Tingstadstunneln idag har sin norra nedfart, och sträckte sig väster ut till Lindholmen och Sannegården. Enbart Tingstadsvassen var lika stor som staden inom vallgraven. 

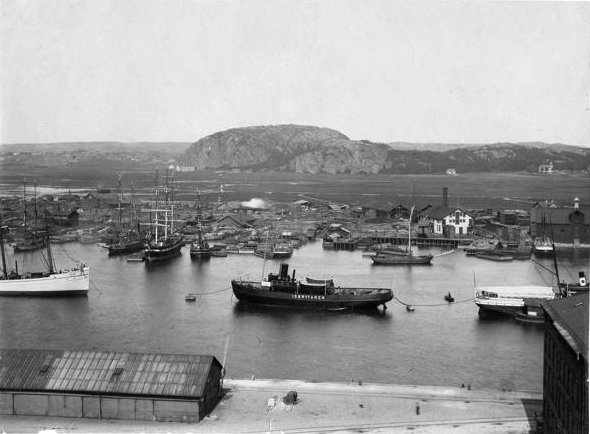
Fotografi av Lundbyvass 1890 då merparten av stadsvassarna hade försvunnit, men det fortfarande går att se de stora sankmarker som sträckte sig mellan älvstranden och Ramberget på Hisingen.

Gullbergsvass, även kallad Fattigförsörjningsvassen, låg i en grund vik, som sträckte sig från området där Centralstationen ligger idag och österut till Säveåns utlopp.
Göteborgs stadsvassar var kända för sitt rika fågelliv och omskrivs till och med som "Europas fågelrikaste jaktmarker".
På 1840-talet började man torrlägga Gullbergsvass för att kunna exploatera området. Projektet leddes av Styrelsen för Gullbergsvassens uttorkning. Projektet tog flera år och avslutades först på 1860-talet. På 1870-talet påbörjades liknande exploatering och utfyllnadsarbeten i Lundbyvassen och Tingstadsvassen. Innan sekelskiftet 1900 hade merparten av stadsvassarna försvunnit och vikarna fyllts igen för att ge plats åt fabriksområden, brädgårdar och kajer.
De tre stora vassarna har gett namn åt stadsdelarna Lundbyvass, Tingstadsvassen och Gullbergsvass.